# Risby (East Riding of Yorkshire)
Risby – osada w Anglii, w hrabstwie East Riding of Yorkshire. Leży 12 km na północny zachód od miasta Hull i 256 km na północ od Londynu.